# توکای نوک‌دراز
توکای نوک‌دراز (نام علمی: Zoothera monticola) گونه‌ای از پرندگان تیرهٔ توکایان است که از هیمالیا گرفته تا میانمار و ویتنام یافت می‌شود. زیستگاه طبیعی آن جنگل‌های کوهستانی نمناک نیمه‌گرمسیری یا گرمسیری است.